# Алмасера
Алмасера, Альмасера (валенс. Almàssera (офіційна назва), ісп. Almácera) — муніципалітет в Іспанії, у складі автономної спільноти Валенсія, у провінції Валенсія. Населення — 7199 осіб (2010).

## Географія
Муніципалітет розташований на відстані близько 300 км на схід від Мадрида, 5 км на північ від Валенсії.

## Демографія
Динаміка населення (INE ):

## Галерея зображень

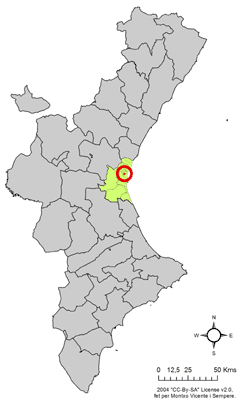
Розташування муніципалітету Алмасера у автономній спільноті Валенсія
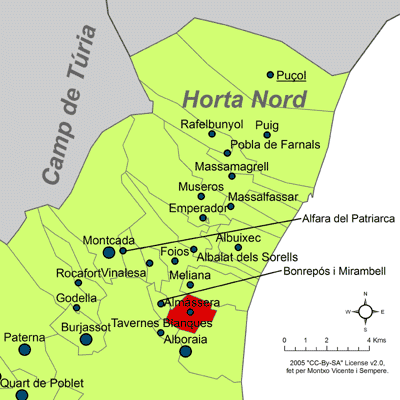
Розташування муніципалітету Алмасера у комарці Уерта-Норте
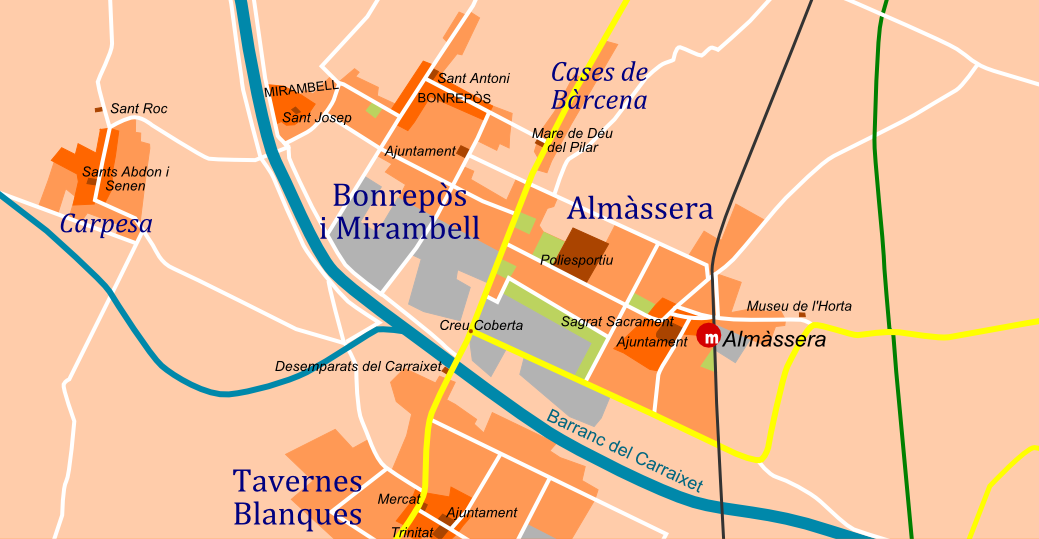
План міста
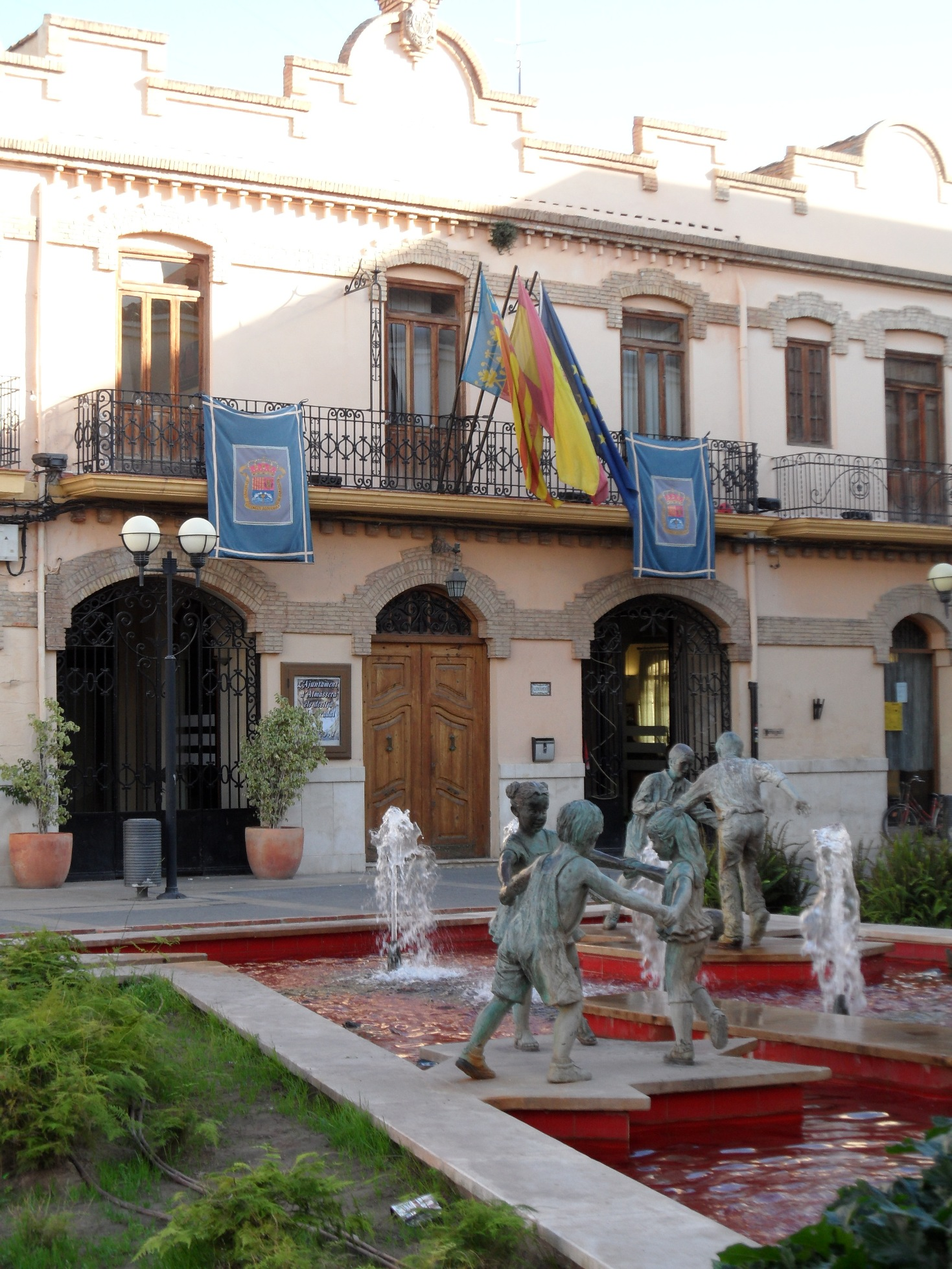
Муніципальна рада
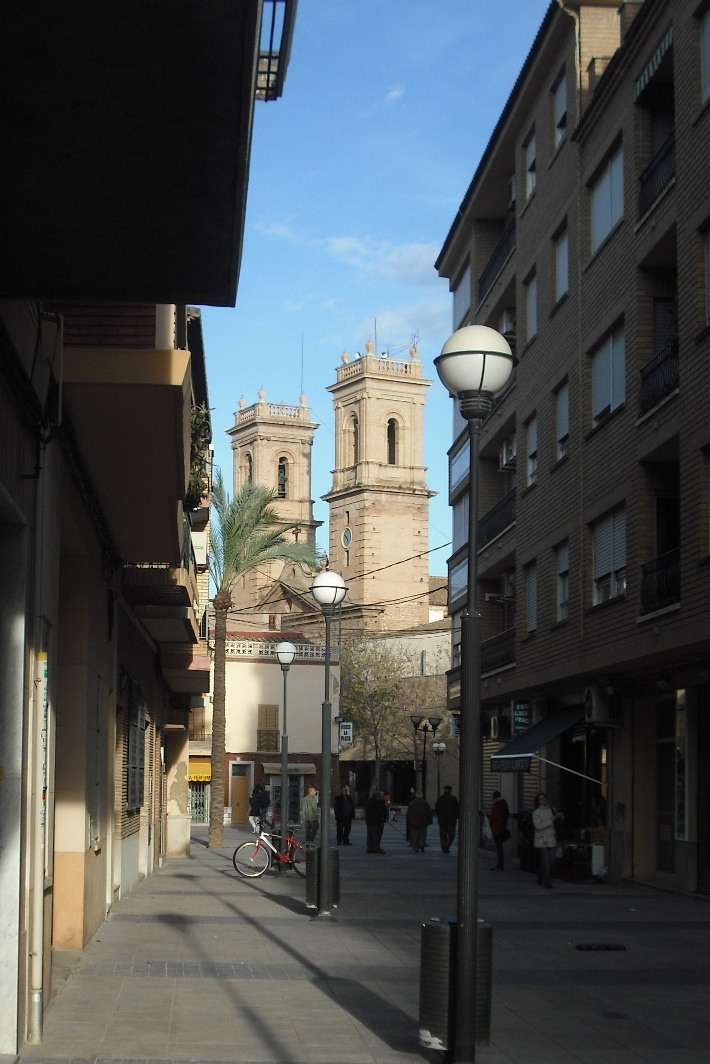
Церква Сантісімо-Сакраменто